# Дейлайт Рекърдс
Дейлайт Рекърдс е американски лейбъл, поделение на Сони Мюзик Ентъртейнмънт, който е управляван чрез Epic Records.

## История
„Дейлайт“ е открит от Дейвид Мейси през 2000 г. като лейбъл на „Епик Рекърдс“. Подписва и помага с развитието на много изпълнители, постигайки световни продажби от над 20 милиона записа.

## Изпълнители
- Анастейша
- Шайен Кимбъл
- Синди Лопър
- Даниъл Поутър
- Делта Гудръм
- Гуд Шарлът
- Джонас Брадърс

|  | Тази страница частично или изцяло представлява превод на страницата Daylight Records в Уикипедия на английски. Оригиналният текст, както и този превод, са защитени от Лиценза „Криейтив Комънс – Признание – Споделяне на споделеното“, а за съдържание, създадено преди юни 2009 година – от Лиценза за свободна документация на ГНУ. Прегледайте историята на редакциите на оригиналната страница, както и на преводната страница, за да видите списъка на съавторите. ВАЖНО: Този шаблон се отнася единствено до авторските права върху съдържанието на статията. Добавянето му не отменя изискването да се посочват конкретни източници на твърденията, които да бъдат благонадеждни. |